# Gouvernement Mvouba I
Gouvernement Sassou I Gouvernement Mvouba II
Le premier gouvernement Isidore Mvouba fut le gouvernement de la République du Congo en fonction du 7 janvier 2005 au 3 mars 2007.
Il est caractérisé par la création d'un poste de Premier ministre par le Président Denis Sassou-Nguesso. Attribué à Isidore Mvouba, ce poste n'est cependant qu'honorifique, car n'existant pas dans la constitution congolaise.  
Composé de 35 membres comme le précédent gouvernement, celui-ci n'est composé d'aucun membre de l'opposition.

## Gouvernement

### Premier ministre
| Image | Fonction                                                                                      | Nom            |
| ----- | --------------------------------------------------------------------------------------------- | -------------- |
|       | Premier ministre, chargé de la coordination de l’action gouvernementale et des privatisations | Isidore Mvouba |

### Ministres d’État
| Image | Fonction                                                                                  | Nom                        |
| ----- | ----------------------------------------------------------------------------------------- | -------------------------- |
|       | Ministre du Plan, de l'aménagement du territoire, de l'intégration économique et du NEPAD | Pierre Moussa              |
|       | Ministre de la fonction publique, chargé de la réforme de l'État                          | Jean-Martin Mbemba         |
|       | Ministre des Hydrocarbures                                                                | Jean-Baptiste Tati Loutard |
|       | Ministre des Affaires étrangères et de la francophonie                                    | Rodolphe Adada             |

### Ministres
| Image | Fonction | Nom                                    |
| ----- | --- | -------------------------------------- |
|       | Ministre des Mines, des industries minières et de la géologie                                                | Pierre Oba                             |
|       | Ministre de la Communication, chargé des relations avec le parlement, porte-parole du gouvernement           | Alain Akouala Atipault                 |
|       | Ministre des Postes et télécommunications chargé des nouvelles technologies                                  | Philippe Mvouo                         |
|       | Ministre de l'Équipement et des travaux publics                                                              | Florent Ntsiba                         |
|       | Ministre des Transports et de l'Aviation civile                                                              | André Okombi Salissa                   |
|       | Ministre de l'Enseignement supérieur                                                                         | Henri Ossebi                           |
|       | Ministre de l'Agriculture, de la pêche et de l'élevage                                                       | Jeanne Dambendzet                      |
|       | Ministre de l'Enseignement technique et professionnel                                                        | Pierre-Michel Nguimbi                  |
|       | Ministre du Commerce, de la consommation et des approvisionnements                                           | Adélaïde Moundélé-Ngollo               |
|       | Ministre de l'Économie forestière et de l'environnement                                                      | Henri Djombo                           |
|       | Garde des sceaux, ministre de la Justice et des droits humains                                               | Gabriel Entcha-Ebia                    |
|       | Ministre de l'Énergie et de l’hydraulique                                                                    | Bruno Itoua                            |
|       | Ministre de l'Enseignement primaire et secondaire, chargé de l'alphabétisation                               | Rosalie Kama Niamouya                  |
|       | Ministre de l'Économie, des finances et du budget                                                            | Pacifique Issoïbeka                    |
|       | Ministre du Travail, de l'emploi et de la sécurité sociale                                                   | Gabriel Ondongo                        |
|       | Ministre de la Construction, de l'urbanisme et de l'habitat                                                  | Claude Alphonse Nsilou                 |
|       | Ministre de l'Administration du territoire et de la décentralisation                                         | François Ibovi                         |
|       | Ministre des Sports et du redéploiement de la jeunesse                                                       | Marcel Mbani                           |
|       | Ministre de la Culture, des arts et du tourisme                                                              | Jean-Claude Gakosso                    |
|       | Ministre à la Présidence, chargé de la Défense nationale, des anciens combattants et des mutilés des guerres | Jacques Yvon Ndolou                    |
|       | Ministre à la Présidence, chargé de la Coopération au développement                                          | Justin Balay Mégot                     |
|       | Ministre de la Réforme foncière et de la préservation du domaine public                                      | Lamire Nguélé                          |
|       | Ministre du Développement industriel et de la promotion du secteur privé                                     | Emile Mabondzo                         |
|       | Ministre des Affaires sociales, de la solidarité, de l'action humanitaire et de la famille                   | Émilienne Raoul                        |
|       | Ministre de la Sécurité et de l'ordre public                                                                 | Paul Mboth                             |
|       | Ministre de la Recherche scientifique et de l'innovation technique                                           | Pierre Ernest Abandzounou              |
|       | Ministre de la Santé et de la Population                                                                     | Alphonse Gandou                        |
|       | Ministre de l'Économie maritime et de la marine marchande                                                    | Louis-Marie Nombo Mavoungou            |
|       | Ministre de la Promotion de la femme et de l'intégration de la femme au développement                        | Jeanne-Françoise Leckomba              |
|       | Ministre des Petites et moyennes entreprises, chargé de l'artisanat                                          | Martin Parfait Aimé Coussoud-Mavoungou |